# آلما سنتر (نیویورک)
آلما سنتر (به انگلیسی: Elma Center) یک منطقهٔ مسکونی در ایالات متحده آمریکا است که در شهرستان ایری، نیویورک واقع شده‌است. آلما سنتر ۱۶٫۲ کیلومتر مربع مساحت و ۲٬۵۷۱ نفر جمعیت دارد و ۲۴۵ متر بالاتر از سطح دریا واقع شده‌است.